# 盧馬吉海茨 (伊利諾伊州)
盧馬吉海茨（英語：Lumaghi Heights）是位於美國伊利諾伊州麥迪遜縣的一個非建制地區。該地的面積和人口皆未知。

## 地理
盧馬吉海茨的座標為38°40′13″N 89°56′52″W / 38.67028°N 89.94778°W，而該地的平均海拔高度為172米（即564英尺）。